# Robert Licu
Robert Ioan Licu (* 7. Mai 1969) ist ein ehemaliger rumänischer Handballspieler. Aktuell ist er als Handballtrainer tätig.

## Sportliche Laufbahn
Bei der 12. Handball-Weltmeisterschaft 1990 in der Tschechoslowakei gewann Licu mit der rumänischen Auswahl die Bronze-Medaille. 
Robert Licu nahm für die rumänische Handballnationalmannschaft an den XXV. Olympischen Spielen 1992 in Barcelona teil. Bei diesem Turnier erzielte er in 6 Spielen 30 Tore für die rumänische Auswahl und belegte mit der rumänischen Auswahl den 8. Platz des Turniers. In der Torschützenliste des Turniers belegte er den 4. Platz. 
Nach den Spielen in Barcelona wechselte Licu 1993 in die Handball-Bundesliga zum SC Magdeburg, wo er bis 1998 einer der herausragenden Spieler war. Er hatte maßgeblichen Anteil am Gewinn des DHB-Pokal im Jahr 1996. Seine weiteren Stationen in Deutschland waren ThSV Eisenach und SV Post Schwerin. Im Jahr 2003 kehrte er noch einmal zum SC Magdeburg zurück, wo er den scheidenden Spielmacher Ólafur Stefánsson ersetzen sollte.
Der Linkshänder Licu absolvierte 243 Länderspiele für Rumänien und spielte auf der Position Rückraum rechts. Mit 1054 Toren ist er zweitbester Schütze Rumäniens hinter Vasile Stîngă.
Nach seiner aktiven Laufbahn war Licu als Jugendauswahltrainer in Rumänien beschäftigt. Ab dem November 2018 trainierte er bis zum Saisonende 2017/19 die Frauenmannschaft von Rapid Bukarest. Seit Januar 2020 ist er bei der Rumänischen Frauen-Nationalmannschaft als Co-Trainer tätig.

## Familie
Robert Licu ist der Sohn des zweifachen Handballweltmeisters und ehemaligen Trainers des SC Magdeburg Gheorghe „Ghiță“ Licu.

## Erfolge
- Rumänischer Meister 1992, 1993
- Rumänischer Pokalsieger 1988, 1991
- Deutscher Pokalsieger 1996
- Deutscher Supercup 1996